# Havergal College
Le Havergal College est un internat indépendant et une école de jour pour les filles de la maternelle à la 12e année à Toronto, Ontario, Canada. L'école a été fondée en 1894 et porte le nom de Frances Ridley Havergal, compositrice, auteur et humanitaire.
Le campus de 22 acres est situé au 1451 Avenue Road, au coin d'Avenue Road et de Lawrence Avenue dans le centre de Toronto. Les installations comprennent une école supérieure, un centre sportif avec une piscine et un centre de remise en forme, des studios de musique, un théâtre, des laboratoires informatiques et un collège.
En 2012, l'école élémentaire de Havergal a été classée première par l'Institut Fraser parmi les écoles de Toronto, recevant un « score parfait de 10. » En 2015, l'école secondaire de Havergal était classée deuxième par l'institut Frase parmi 749 écoles secondaires de l'Ontario.

## Histoire

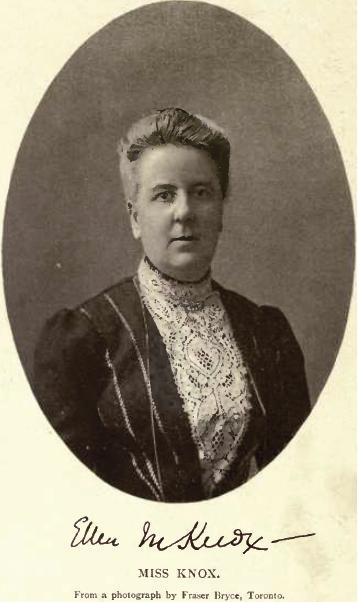
Mlle Ellen Mary Knox, première directrice du Havergal College

Havergal a été fondé en 1894 en tant que collège pour filles de l'Église d'Angleterre, sous la direction d'Ellen Mary Knox. Elle sortit majore de promotion de l'Université d'Oxford à l'examen d'honneur final ; elle décrocha aussi un diplôme de l'Université de Cambridge en enseignement et un certificat du gouvernement de première division. Havergal était l'école sœur du Collège Ridley pendant les premières décennies de l'histoire des écoles.

« Au printemps 1894, une école pour filles au 350, rue Jarvis était sur le point de fermer ses portes, et un groupe d'hommes dirigé par l'honorable H. Blake forma une organisation pour reprendre le bâtiment et en faire le foyer de ce est devenu Havergal College. Le groupe d'hommes qui ont fondé le Havergal College avait une grande confiance en l'avenir du Canada et souhaitait offrir une solide formation universitaire à leurs filles. En tant que membres et fidèles de l'Église anglicane du Canada, ils ont établi la politique continue d'avoir ses croyances et ses enseignements dans leur école. Mlle Ellen Mary Knox était la première directrice de l'école. Elle était diplômée de l'Université d'Oxford, enseignante au Cheltenham Ladies College en Angleterre, fervente membre de l'Église et directrice du Havergal College pendant 30 ans. L'école se souciait de l'éducation des femmes bien avant que la plupart des femmes ne commencent à se prendre au sérieux. »

— Catherine Steele 1928, M.A., D. Litt. D.S. Litt.

En 1898, un nouveau bâtiment a été construit pour l'école au 354, Jarvis Street. En 1903, le Havergal College comptait 120 pensionnaires et 200 filles de jour, un personnel de 20 enseignants résidents (principalement des universités anglaises) et un certain nombre d'intervenants non résidents. L'ancien bâtiment du Havergal Ladies College au 354, rue Jarvis est maintenant le bâtiment académique Margaret McCain du École nationale de ballet du Canada.

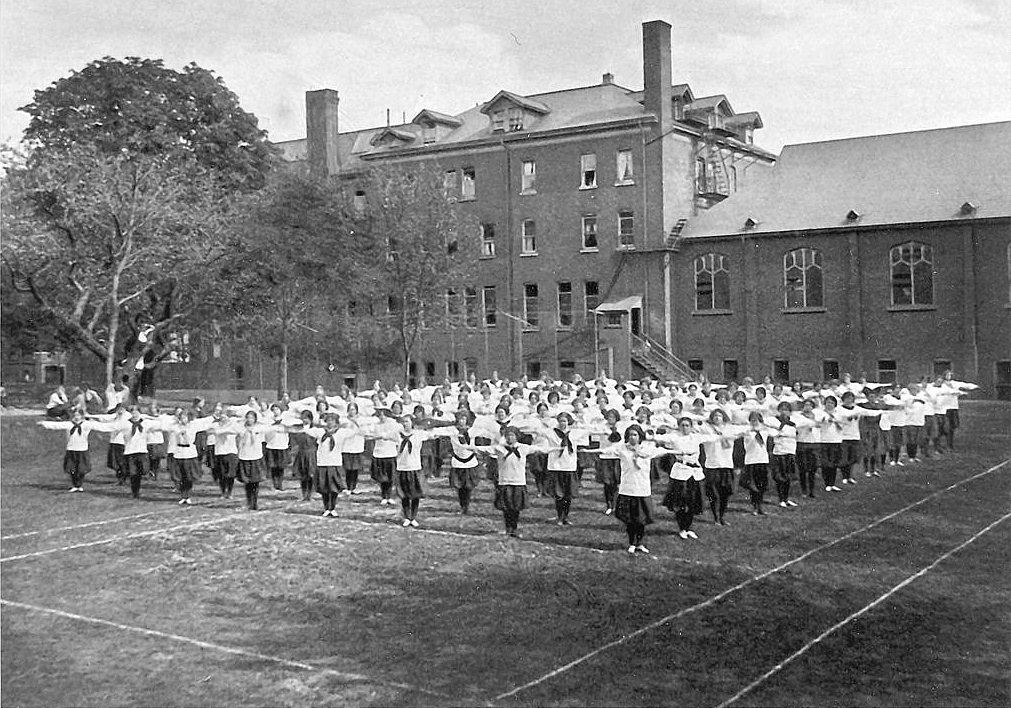
Exposition de gymnastique au Campus de la rue Jarvis, 1908

## Symboles
Le collège Havergal est doté de plusieurs symboles. Le Havergal Crest, composé de feuilles d'érable, de branches de laurier, d'une torche et d'une lampe d'apprentissage, symbolise la devise de l'école « Vitai Lampada Tradens » - transmettre le flambeau de la vie. La marguerite a été choisie comme fleur d'école « parce qu'elle poussait si gaiement partout où sa chance la trouvait, et parce qu'elle levait les yeux si fermement vers la lumière que son cœur était percé d'or le plus pur, ses pétales du plus pur blanc ». (Première directrice Ellen Knox)

## Lycée (États-Unis)
L'école supérieure fait référence à la fois au collège et à l'école secondaire (ensemble, de la 7e à la 12e année) et est située au 1451 Avenue Road. Le bâtiment a été achevé en 1926.

### Programme d'études supérieures
Le programme d'arts libéraux dépasse les attentes du ministère de l'Éducation de l'Ontario. Tous les cours préparatoires au collège sont de niveau avancé. Un crédit est accordé pour la réussite d'un cours pour avec un minimum de 110 heures prévu. De nombreux étudiants choisissent de passer des examens de classement avancé. Une fois diplômés, les élèves reçoivent le diplôme d'études secondaires de l'Ontario.

### Langues
Le département des langues de Havergal propose des cours en français, espagnol, latin et mandarin.

### Enseignement technologique
Les étudiants apprennent les bases de la conception Web, de la production vidéo et multimédia, de l'animation et de la conception graphique. Les cours offrent la possibilité d'explorer les logiciels standard actuels du secteur, notamment PhotoShop, InDesign, GoLive, Final Cut Pro, DVD Studio Pro, Soundtrack, LiveType, Motion, Dreamweaver, Flash et Microsoft Office.

## Placement avancé
Le programme Advanced Placement (AP) donne aux étudiants une exposition à du matériel de niveau universitaire et, dans certains cas, des crédits pour des cours universitaires, et aide les étudiants à acquérir les compétences et les habitudes dont ils auront besoin pour réussir à l'université. Havergal propose des cours Advanced Placement en biologie, calcul, statistiques, français et espagnol.

## Internat
Le pensionnat est une résidence pour environ 50 élèves (de la 9e à la 12e année), représentant des pays du monde entier. Entièrement intégrés dans la vie de l'école et avec les étudiants de jour, les pensionnaires participent à la programmation compétences de la vie, à la programmation récréative et au Prix du duc d'Édimbourg, en plus du programme et programmes parascolaires. Le pensionnat accueille également des étudiants en échange qui visitent pendant plusieurs semaines chaque trimestre des écoles partenaires situées dans six pays à travers le monde.

## Système de la maison
Le système de la maison forme la base de l'organisation de l'école. Les maisons ont été nommées en l'honneur des femmes qui ont contribué au bien-être de Havergal.
| nom de la maison    | Couleurs             | Mascotte   |
| ------------------- | -------------------- | ---------- |
| Agnès Hansen        | Rose et blanc        | Panthère   |
| Catherine Steele    | Violet et argent     | Licorne    |
| Edith Nainby        | Rouge blanc          | Lion       |
| Ellen Knox          | Vert blanc           | Grenouille |
| Frances Ridley      | Noir blanc           | Manchot    |
| Kate Leonard        | Bleu bébé et blanc   | Eléphant   |
| Marcelle De Freitas | Bleu royal et argent | Dauphin    |
| Margaret Taylor     | Orange et bleu foncé | Papillon   |
| Marian Wood         | Jaune et noir        | Bourdon    |
| Mary Dennys         | Sarcelle et or       | Dragon     |

## Affiliations
- Écoles indépendantes accréditées au Canada (CAIS)[15]
- Conférence des écoles indépendantes (CIS)[16]
- L'Association des internats (TABS)[17]
- Association nationale des écoles indépendantes (NAIS)[18]
- Consortium CIS eLearning (CISELC)[19]
- Conférence de l'Association d'athlétisme des écoles indépendantes (CISAA)[20]